# كاسيوس غايوس فوستر
كاسيوس غايوس فوستر هو محامي وقاضي وسياسي أمريكي، ولد في 22 يونيو 1837 في Webster, New York ‏ في الولايات المتحدة، وتوفي في 21 يونيو 1899. نشط حزبياً في الحزب الجمهوري. وقد انتخب عضو مجلس ولاية كانساس ‏.